# باشگاه فوتبال ایست گرینستد تاون
باشگاه فوتبال ایست گرینستد تاون (به انگلیسی: East Grinstead Town Football Club) یک باشگاه فوتبال در شهر ایست گرینستد، کشور انگلستان است که در سال ۱۸۹۰ میلادی تأسیس شده‌است.